# Thalía (popalbum, 2002)
A Thalía a mexikói énekesnő 2002-ben megjelent latin popalbuma, amellyel az előadó valamelyest visszatér karrierje kezdetének rockosabb gyökereihez. A lemezen egyaránt hallhatóak az 1980-as évek hangulatát idéző pop-rock táncdalok, latin popdalok, balladák, illetve modern számok. A spanyol nyelvű dalok mellett az albumra felkerült három angol nyelvű szám is (köztük a Dead or Alive Like a Record című dalának feldolgozása), amelyet ízelítőnek szántak az énekesnő soron következő, első angol nyelvű albumához. A szerzők között neves egyéniségek vannak jelen, mint Estéfano, Julio Reyes, Emilio Estefan és Cory Rooney, a The Mexican 2002 című dal spanyol változatában pedig Marc Anthony vendégszerepel.
Az eladásokat és a slágerlistás helyezéseket illetően, a Thalía az énekesnő eddigi legsikeresebb albuma Mexikóban és az Egyesült Államokban: 1. helyet ért el a Billboard Latin Pop Albums és Top Latin Albums listáin, és 4. helyig jutott a Heatseekers slágerlistán. Az USA-ban dupla platinalemez lett. A következő, crossovernek szánt első angol nyelvű albuma nem részesült a várt fogadtatásban.

## Az album dalai
1. Tú y yo – „Te meg én” (Estéfano / Julio Reyes) 3:42
2. Así es el destino – „Ilyen a végzet” (Estéfano / Julio Reyes) 4:02
3. En la fiesta mando yo – „A buliban én parancsolok”  (Estéfano / Julio Reyes) 4:17
4. No me enseñaste – „Nem tanítottad meg nekem” (Estéfano / Julio Reyes) 4:26
5. Y seguir – „És tovább”  (Estéfano / Julio Reyes) 4:03
6. A quién le importa – „Kit érdekel” (Carlos García Berlanga / Ignacio Canut) 3:44
7. Vueltas en el aire – „Fordulatok az éterben”  (Estéfano / Julio Reyes) 4:59
8. Heridas en el alma – „Sebek a lélekben” (Estéfano / Cory Rooney) 3:45
9. La loca – „A bolond lány” (Emilio Estefan, Jr. / Randall M. Barlow / Emilio Regueira) 3:49
10. Tú y yo (cumbia remix) (Estéfano / Julio Reyes) 3:52[3]
11. The Mexican 2002 (Versión en español con Marc Anthony) (Thalía Sodi / J.C. Olivier / S. Barnes / Cory Rooney / Alan Shacklock) 3:53
12. The Mexican 2002 (Cory Rooney / J.C. Olivier / S. Barnes / Alan Shacklock) 3:52
13. Closer to You (Thalía Sodi / Steve Morales / David Siegel / Gerina Di Marco) 3:56
14. You Spin Me 'Round (Like a Record) (Peter Jozzem Burns / Stephen Coy / Timothy John Lever & Michael David Percy) 4:14
15. Promóciós hangsáv

Az albumról három dalhoz – Tú y yo, No me enseñaste és ¿A quién le importa? – készítettek videóklipet.

## Kritika
Az új album elkészítése előtt Thalía már gigantikus szupersztár volt a latin világban. Előző albuma, az Arrasando négy óriási kislemezslágert produkált, köztük a Billboard toplistás Entre el mar y una estrella. Természetesen már régen nagy elismerésnek örvendett a telenovellák királynőjeként, nem is beszélve a hárommillió dolláros fényűző esküvőjéről 2000-ben.
A csúcson maradás és egy későbbi nagy nemzetközi áttörés reményében ismét a legjobbakkal dolgozik együtt a latin pop világából. Most is részt vesz a produkcióban Emilio Estefan, de Thalía ezennel csaknem kizárólag Estéfano és Julio Reyes szerzőpárossal dolgozik. Nemhiába, Estéfano volt az akkori idők egyik legnagyobb latin zeneszerzője, sikerek sorozatát írta meg egy jó pár művésznek, köztük a kortárs Paulina Rubio. Akárcsak Paulina, Thalía is egy élvezeti csapás: gondosan elkészített popdalok minden fajtából, mindegyik a maga vonzerejével, persze némelyik ízletesebb, mint a másik, de mindegyik kellemes, szórakoztató. Az erények túl bőségesek ahhoz, hogy mindet részletezzük, ám a fantasztikus Tú y yo nyitódal, valamint a hathatós No me enseñaste ballada Thalía valahai legnagyobb sikerei közé tartoznak, s mindketten első helyezést értek el a Billboard Top Latin Songs listáján.
A Thalía (2002) a játékidő legnagyobb részében nagyon ütős, amíg hirtelenjében át nem megy a következő, angol nyelvű albumának úgymond háromdalos ízelítőjébe. Ravasz marketingfogás, ellenben hidegzuhanyt zúdít az egyébként közel tökéletes albumra. Thalía angol nyelvű dalai minőségileg sokszor vitatottak, de abban határozott egyetértés van, hogy mindig vegyes érzelmekkel fogadják őket, még a leglelkesebb rajongói is. Végeredményben, e három utolsó daltól eltekintve, ez a valaha elkészített legjobb albuma. Az Amor a la mexicana is kiváló, de Thalía itt teljesen más teremtés. Ez az album éppúgy eredménye a zseniális Estéfano munkájának, mint Thalía páratlan vonzerejének. A korszak trendjeihez kötődik, talán túlságosan is, de korántsem oly mértékben, mint az Arrasando. Az album egy mérföldkő, kétségtelenül Estéfano egyik megkoronázott szerzeménye.

## Külső hivatkozások
- Thalía (2002) az AllMusicon